# Śródmieście (Breslavia)
Śródmieście (in lingua italiana letteralmente significherebbe centro della città) è uno dei cinque quartieri amministrativi della città di Breslavia, in Polonia. Śródmieście è situato, insieme al quartiere di Psie Pole, a nord del fiume Oder, il principale corso d'acqua che scorre attraverso la città di Breslavia.